# Samir Mazloum
Samir Mazloum (ur. 10 września 1934 w Kakur) – libański duchowny maronicki, w latach 1997-2000 biskup pomocniczy, a w latach 2000-2011 biskup kurialny Antiochii.

## Życiorys
Ukończył studia w seminarium duchownym w Bejrucie. Uzyskał ponadto tytuł licencjata z teologii i socjologii na paryskiej Sorbonie.
Święcenia kapłańskie przyjął 7 czerwca 1964. Po studiach na Sorbonie został wykładowcą socjologii w bejruckim seminarium i proboszczem parafii w Mtaileb, gdzie pracował przez dwa lata. Był też m.in. moderatorem generalnym ruchu Mariano Apostolic Movement oraz wikariuszem generalnym
archieparchii Antiljas (1976-1996).

### Episkopat
11 listopada 1996 papież Jan Paweł II mianował go biskupem pomocniczym patriarchatu Antiochii ze stolicą tytularną Callinicum dei Maroniti, a także wizytatorem apostolskim dla maronitów w zachodniej i północnej Europie. Sakry biskupiej udzielił mu 11 stycznia 1997 ówczesny patriarcha Antiochii, kard. Nasr Allah Butrus Sufajr.
10 czerwca 2000 Synod Biskupów Maronickich wybrał go na biskupa kurialnego Antiochii; papież zatwierdził ten wybór.
6 czerwca 2011 przeszedł na emeryturę.